# Ap ma
L'ap ma (ou kambot, botin) est une langue papoue parlée en Papouasie-Nouvelle-Guinée, dans la province de Sepik oriental.

## Classification
L'ap ma fait partie des langues lower sepik-ramu.

## Phonologie
Les  voyelles de l'ap ma sont :

### Voyelles
|           | Antérieure | Centrale | Postérieure |
| --------- | ---------- | -------- | ----------- |
| Fermée    | i [i]      | ɨ [ɨ]    | u [u]       |
| Mi-fermée | e [e]      |          | o [o]       |
| Ouverte   |            |          | ɑ [ɑ]       |

### Consonnes
Les consonnes de l'ap ma sont :
|                     |                     | Bilabiales | Alvéolaires | Dorsales | Dorsales |
| ------------------- | ------------------- | ---------- | ----------- | -------- | -------- |
| Palatales           | Vélaires            | Bilabiales | Alvéolaires |          |          |
| Occlusives          | Sourde              | p [p]      | t [t]       |          | k [k]    |
| Occlusives          | Sonore prénasal.    | b [m͡b]     | d [n͡d]      |          | g [ŋ͡g]   |
| Fricative           | Fricative           |            | s [s]       |          |          |
| Affriquée prénasal. | Affriquée prénasal. |            | j [n͡d͡ʑ]     |          |          |
| Nasale              | Nasale              | m [m]      | n [n]       | ɲ [ ɲ]   |          |
| Latérale            | Latérale            |            | l [l]       |          |          |
| Semi-voyelle        | Semi-voyelle        | w [w]      |             | y [ j]   |          |

## Écriture

### Écriture romane
L'ap ma s'écrit avec l'alphabet latin.

#### Phonèmes
| Caractère     | Caractère | Caractère | Caractère | Caractère | Caractère | Caractère | Caractère | Caractère | Caractère | Caractère | Caractère | Caractère | Caractère | Caractère | Caractère | Caractère | Caractère | Caractère | Caractère |
| ------------- | --------- | --------- | --------- | --------- | --------- | --------- | --------- | --------- | --------- | --------- | --------- | --------- | --------- | --------- | --------- | --------- | --------- | --------- | --------- |
| a             | b         | d         | e         | g         | i         | ɨ         | j         | k         | l         | m         | n         | ñ         | o         | p         | s         | t         | u         | w         | y         |
| Prononciation |           |           |           |           |           |           |           |           |           |           |           |           |           |           |           |           |           |           |           |
| ɑ             | m͡b        | n͡d        | e         | ŋ͡g        | i         | ɨ         | n͡d͡ʑ       | k         | l         | m         | n         | ɲ         | o         | p         | s         | t         | u         | w         | j         |

## Sources
- (en) Anonyme, 2011, Botin Organized Phonological Data, manuscrit, Ukarumpa, SIL International.